# Вархліно
Вархліно (пол. Warchlino) — село в Польщі, у гміні Старґард Старгардського повіту Західнопоморського воєводства.
Населення — 180 осіб (2011).
У 1975-1998 роках село належало до Щецинського воєводства.

## Демографія
Демографічна структура станом на 31 березня 2011 року:
|          | Загалом | Допрацездатний вік | Працездатний вік | Постпрацездатний вік |
| -------- | ------- | ------------------ | ---------------- | -------------------- |
| Чоловіки | 90      | 24                 | 55               | 11                   |
| Жінки    | 90      | 15                 | 51               | 24                   |
| Разом    | 180     | 39                 | 106              | 35                   |